# Grise Fiord
Grise Fiord (en inuktitut : ᐊᐅᔪᐃᑦᑐᖅ, Aujuittuq, « lieu qui ne dégèle jamais ») est une communauté inuite située sur la pointe sud de l’Île d'Ellesmere, au Nunavut, à 1 140 kilomètres au nord du cercle arctique.
Grise Fiord était la communauté humaine la plus septentrionale du Canada jusqu'à l'établissement de la base permanente d'Alert. Selon Gilles Turmel lors d’une interview chez RCI, Grise Fiord reste néanmoins le village le plus au nord du Canada.
Sa population est de 129 personnes, selon le recensement de 2016. Le climat local est extrêmement froid, avec un minimum enregistré de −62,2 °C. et un maximum de 22,3 °C.

## Histoire

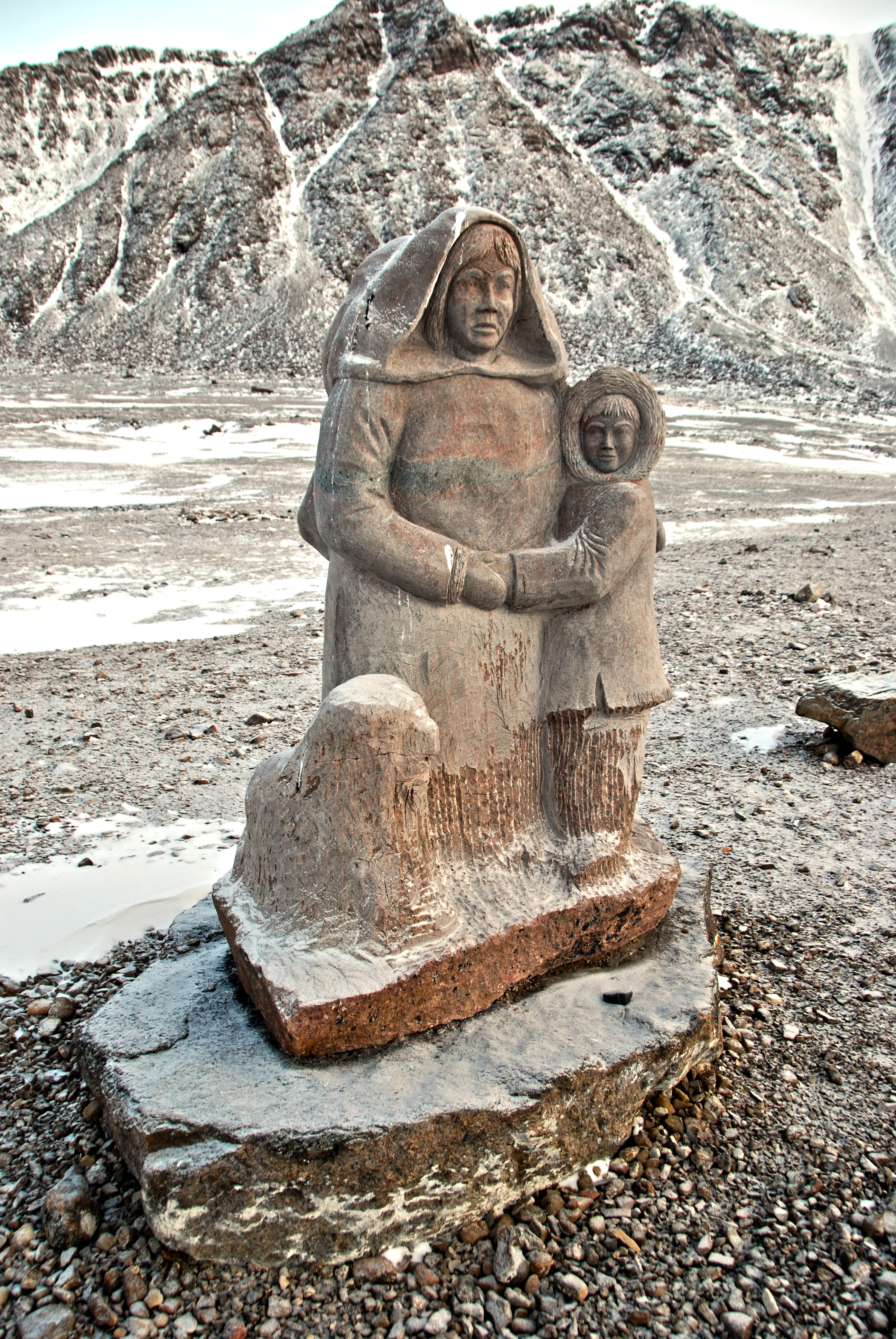
Monument à la mémoire des premiers habitants inuits de 1952 et 1955, réalisé par Looty Pijamini.

Grise Fiord a été fondé par le gouvernement du Canada en 1953 en partie pour affirmer sa souveraineté en Arctique durant la Guerre froide, soit la délocalisation du Haut-Arctique. Huit familles inuites d'Inukjuak, au Québec, ont alors été relogées après s'être fait promettre des maisons et du gibier. Celles-ci une fois sur place n'ont trouvé aucun bâtiment et très peu de faune leur étant familière. On leur a dit qu'ils seraient rentrés chez eux après un an s'ils le souhaitaient, mais cette offre a été retirée par la suite puisqu'elle aurait nui aux revendications du Canada sur la souveraineté dans la région. Finalement, les Inuit survivront en faisant l'apprentissage des voies migratoires des baleines.
En 1993, le gouvernement canadien a tenu des audiences pour étudier le programme de relocalisation. Le gouvernement a versé 10 millions de dollars pour les survivants et leurs familles, et a présenté des excuses officielles en 2008.
En 2009, l'artiste Looty Pijamini a été employé par le gouvernement du Canada pour ériger un monument en souvenir de cette déportation. Représentant une femme attristée avec un jeune garçon et un chien de traîneau, le monument a été inauguré par John Duncan, ministre des Affaires indiennes et du Nord canadien et interlocuteur fédéral auprès des Métis et des Indiens, le 10 septembre 2010.

## Démographie
| 2001 | 2006 | 2011 | 2016 |
| ---- | ---- | ---- | ---- |
| 163  | 141  | 130  | 129  |

## Galerie d'images

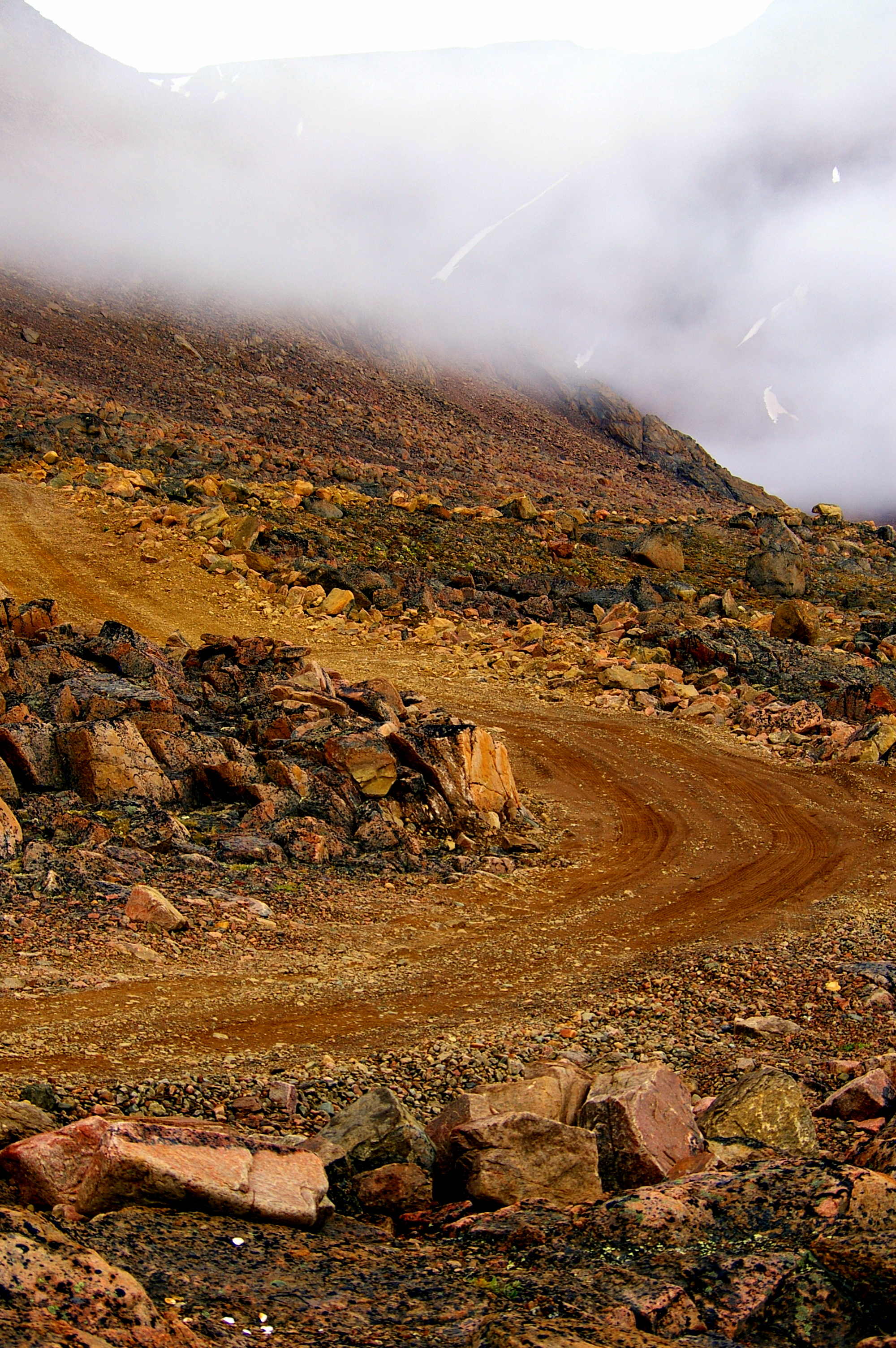
Une route à Grise Fiord.
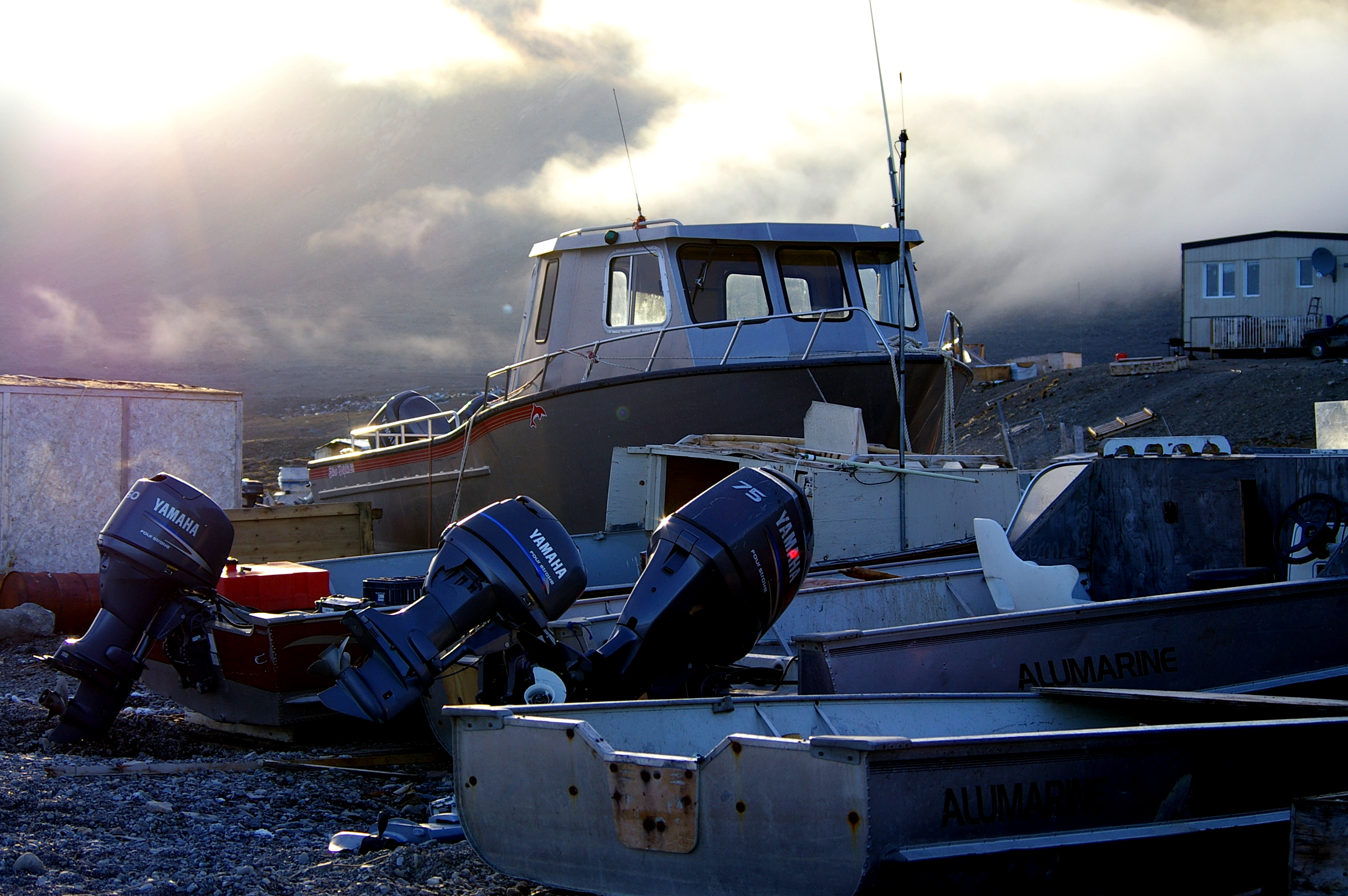
Port de Grise Fiord.
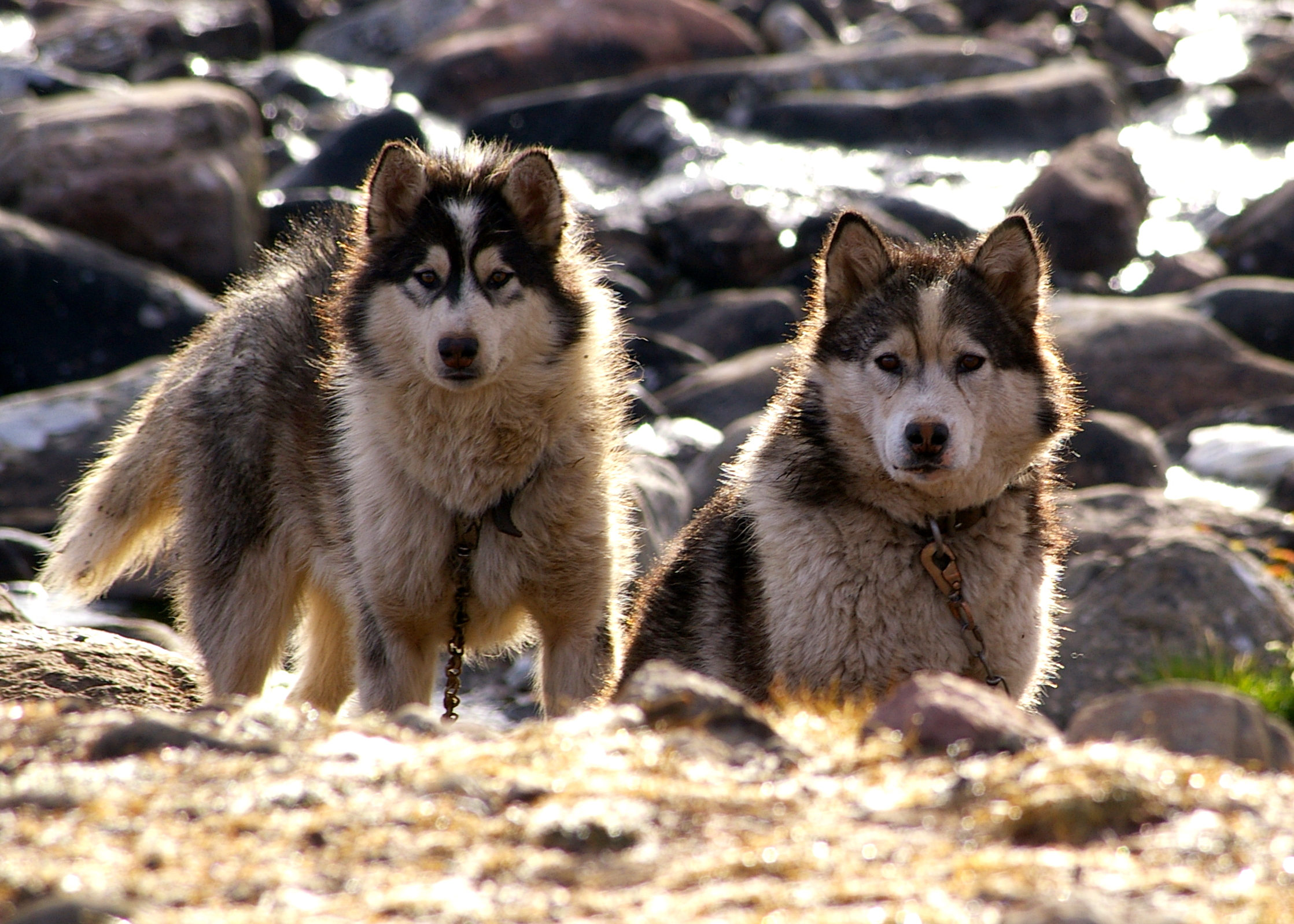
Chiens de traîneau.